# Il re leone II - Il regno di Simba
Il re leone 2 - Il regno di Simba (The Lion King 2: Simba's Pride), è un film d'animazione direct-to-video del 1998 diretto da Darrell Rooney e Rob LaDuca, prodotto da Walt Disney Video Premieres, animato da Walt Disney Animation Australia e distribuito il 27 ottobre 1998 da Buena Vista Home Entertainment. 
Il film è parte del franchise de Il re leone ed il sequel del Classico Disney del 1994 Il re leone. Venne in seguito ridistribuito in un'edizione speciale DVD, che cambiò il titolo in Il re leone 2 - Il regno di Simba (The Lion King 2: Simba's Pride), il 3 marzo 2004. È stato inoltre nuovamente ridistribuito in Blu-ray insieme con Il re leone e Il re leone 3 - Hakuna Matata.
Il film è incentrato su Kiara, la figlia di Simba e Nala, che si innamora di Kovu, un leone allevato nel branco dei seguaci di Scar e nemici di Simba, i Rinnegati, e che era stato scelto da Scar come suo erede. Nel disperato tentativo di stare insieme, i due devono superare gli ostacoli che li tengono separati.
Mentre la trama del film originale sembra essere ispirata al dramma shakespeariano Amleto, quella del sequel è simile a un'altra opera shakespeariana: Romeo e Giulietta.
Una discussione sulla possibilità di un sequel de Il re leone incominciò prima ancora che il primo film arrivasse al cinema. La maggior parte del cast originale riprese i suoi ruoli dal primo film, con la notevole eccezione di Rowan Atkinson, che venne sostituito da Edward Hibbert come voce di Zazu e Jeremy Irons, che venne sostituito da Jim Cummings come voce di Scar. Inoltre Madge Sinclair, che era la voce di Sarabi nel primo film, morì prima che il sequel uscisse, quindi il suo personaggio venne tolto e non appare.

## Trama
Nelle Terre del Branco africane, il Cerchio della Vita riprende il suo percorso dopo la sconfitta di Scar: tutti gli abitanti si riuniscono alla Rupe dei Re per celebrare la nascita di Kiara, la figlia del re Simba e della regina Nala. Simba, memore dei pericoli vissuti da piccolo e devastato dalla morte di suo padre, diventa iperprotettivo nei confronti di Kiara, che crescendo dimostra lo stesso atteggiamento ribelle e curioso del padre da cucciolo. Un giorno, sfuggendo dalla guardia degli amici Timon e Pumbaa, Kiara si addentra nelle "Terre di Nessuno", un luogo pericoloso dove il padre le aveva proibito di andare essendo arido e desolato, in cui incontra un leoncino di nome Kovu. I due cuccioli cominciano a fare amicizia, ma in quel momento arriva Simba, affiancato da Nala, Timon e Pumbaa. Subito dopo appare anche Zira, la madre di Kovu, che rinfaccia a Simba di come lui l'abbia esiliata insieme al suo branco, da quel momento chiamato "i Rinnegati", in quanto seguaci di Scar e gli rivela inoltre che Kovu è stato scelto da tempo come erede di Scar.
Appena tornati nelle Terre del Branco, Simba spiega a Kiara i pericoli che corre tornando nelle Terre di Nessuno e frequentando i Rinnegati. Allo stesso tempo, Zira rimprovera Kovu per essere entrato in contatto con un'abitante delle Terre del Branco, per di più la figlia di Simba, a detta sua lo stesso leone che uccise Scar; quando però ode che il cucciolo afferma che voleva solo conoscere meglio Kiara, Zira capisce che potrebbe usare l'amicizia di Kovu e Kiara in modo da arrivare a Simba ed ucciderlo per vendicare la morte di Scar.
Nel frattempo, Rafiki parla con lo spirito di Mufasa: così come Kiara è prossima a diventare la degna erede di Simba e Mufasa, Kovu diventa ogni giorno di più il degno erede di Scar, e se questo accadrà il ritorno delle ostilità diverrà inevitabile; lo spirito quindi espone a Rafiki il proprio piano, cioè fare in modo che i due leoncini, una volta diventati adulti, diventino compagni e riuniscano pacificamente i due branchi.
Anni dopo, Kiara, ormai diventata una giovane e bellissima leonessa, esce per la sua prima caccia in solitaria dopo aver fatto promettere al padre di non mandare Timon e Pumbaa a seguirla, ma poi scopre che Simba non ha mantenuto la promessa e si allontana fino al confine delle Terre del Branco. Nuka e Vitani, i fratelli maggiori di Kovu, attuano il piano di Zira: provocano un incendio, in cui Kiara rimane intrappolata; Kovu così riesce a salvarle la vita, e si conquista la fiducia di Simba. Pur non volendo ringraziare Kovu, il re è costretto ad accettarlo nelle Terre del Branco come segno di fiducia e gratitudine nei suoi confronti. Kovu ha portato a termine la prima parte del piano architettato da Zira: ora non gli resta che attaccare Simba a sorpresa e ucciderlo, permettendo ai Rinnegati di tornare a regnare. Ma prima che il giovane leone riesca a portare a termine la missione, Kiara, ignara di tutto, inizia a mostrargli com'è vivere nelle Terre del Branco; così mentre lui le dà lezioni di caccia, lei gli insegna a divertirsi e a lasciarsi andare fino a quando, grazie all'intervento di Rafiki, i due capiscono di essere innamorati.
Alla fine, il senso di colpa spinge Kovu a dire la verità e mostrare il proprio pentimento sia a Kiara che a Simba. Prima che possa confessare, però, Simba lo porta con sé attraverso il regno per raccontargli la vera storia di Scar, in una versione che Kovu non aveva mai sentito, che spiega quanto le azioni compiute dall'usurpatore siano state malvagie e della sua morte da parte delle iene. Sfortunatamente i due cadono in un'imboscata del branco di Zira, tesa appositamente per dare a Kovu l'opportunità di uccidere Simba, ma il giovane leone si rifiuta di attaccarlo. Nuka cerca di attaccare Simba per dimostrare alla madre che si merita il ruolo di re, ma quando sta per ucciderlo alcuni tronchi cadono su di lui e rimane schiacciato. Zira urla contro Kovu, accusandolo della morte di Nuka, e gli graffia l'occhio, lasciandogli una cicatrice simile a quella di Scar. Kovu però ormai è libero dal dominio della propria madre, e quindi rinnega Scar e torna nelle Terre del Branco, mentre Zira decide di lanciare a Simba un attacco totale.
Tornato alla Rupe dei Re, Kovu cerca disperatamente di raccontare la verità, ma Simba, furioso per il tradimento e accecato dai pregiudizi, non gli concede la possibilità di spiegarsi e lo esilia. Kiara implora il padre di ripensarci, ma Simba non la ascolta, quindi lei lo critica per essere giunto a una conclusione affrettata, per poi fuggire a sua volta alla ricerca di Kovu. I due giovani leoni si ritrovano e si dichiarano il proprio amore, ma quando capiscono che l'unico modo per poter stare insieme è riunire i due branchi, decidono di tornare nelle Terre del Branco e fare in modo che la guerra abbia fine.
Nel frattempo Simba, subito dopo aver scoperto che Kiara è scappata di nuovo, riceve da Zazu la dichiarazione di guerra da parte dei Rinnegati. Le due fazioni si scontrano in una violenta battaglia, che prima di poter finire è interrotta da Kovu e Kiara, che dicono di fermare le ostilità e affermano che non vi è motivo di combattere, perché dopotutto loro, come diceva il re, sono un'unica realtà. Simba capisce che i due giovani hanno ragione, si riconcilia con la figlia e offre ai Rinnegati la possibilità di accoglierli nuovamente nelle Terre del Branco. I Rinnegati accettano, tranne Zira che dichiara che sarà sempre fedele a Scar e attacca ancora una volta il sovrano. Kiara intercetta l'attacco e Zira cade in un dirupo: mentre quest'ultima è in bilico, Kiara le offre aiuto, ma ella rifiuta, perde la presa e muore precipitando nel fiume sottostante, travolta dalla piena.
Terminato il conflitto, tutti i Rinnegati e Kovu sono accettati come nuovi membri delle Terre del Branco: Simba si scusa con il giovane leone per non avergli creduto. Tornati alla Rupe dei Re, Kiara e Kovu si sposano. Simba benedice la loro unione, mentre lo spirito di suo padre Mufasa, orgoglioso e fiero, si congratula con lui per aver ancora una volta portato la pace nelle Terre del Branco.

## Personaggi

I protagonisti del film

- Simba - il leone re delle Terre del Branco,figlio di Mufasa, marito di Nala e padre di Kiara,in questo film è molto più agitato, in quanto ricordandosi delle sue disavventure dovute alla sua ingenuità, è molto iperprotettivo nei confronti di Kiara, ma alla fine capisce che Kovu non è malvagio come Scar e accetta il loro amore. Animato da Ian Harrowell. Nella versione originale, Matthew Broderick riprese il suo ruolo dal film originale, mentre le parti cantate furono interpretate da Cam Clarke. Clarke fu accreditato tra le voci aggiuntive.
- Kiara - secondogenita di Simba e Nala e fidanzata di Kovu. Animata da Lianne Hughes. Nella versione originale, fu doppiata da Neve Campbell (da adulta) e da Michelle Horn (da giovane). Horn fu anche accreditata nelle voci aggiuntive.
- Kovu - figlio minore di Zira e fidanzato di Kiara. Animato da Andrew Collins. Nella versione originale, fu doppiato da Jason Marsden (da adulto) e da Ryan O'Donohue (da giovane). O'Donohue fu anche accreditato tra le voci aggiuntive. Kovu in swahili vuol dire "cicatrice".
- Nala - la regina delle Terre del Branco, moglie di Simba e madre di Kiara. Animata da Ian Harrowell. Nella versione originale, Moira Kelly riprese il suo ruolo.
- Zira - la leader dei Rinnegati, madre di Nuka, Vitani e Kovu, antagonista principale del film. Animata da Kevin Peaty. Nella versione originale, è doppiata da Suzanne Pleshette. Zira in swahili vuol dire "odio".
- Nuka - il primo figlio di Zira, fratello maggiore di Kovu e di Vitani. Perenemente infuriato per non essere stato prescelto di Scar, muore schiacciato dai tronchi mentre cerca di aggredire Simba. Animato da Ian Harrowell. Nella versione originale, è doppiato da Andy Dick.
- Timon e Pumbaa - un suricato e un facocero migliori amici di Simba, consiglieri reali e guardiani di Kiara. Animati da Bob Baxter. Nella versione originale, Nathan Lane ed Ernie Sabella ripresero rispettivamente il proprio ruolo.
- Rafiki - il babbuino sciamano delle Terre del Branco. Animato da Bob Baxter. Nella versione originale, Robert Guillaume riprese il suo ruolo.
- Vitani - seconda figlia di Zira, sorella di Nuka e Kovu. Animata da Kevin Peaty. Nella versione originale, fu doppiata da Meredith Scott Lynn (da adulta) e da Lacey Chabert (da giovane). Sia Lynn che Chabert furono accreditate tra le voci aggiuntive.
- Zazu - il bucero consigliere di Simba e suo guardiano d'infanzia. Animato da Bob Baxter. Nella versione originale, fu doppiato da Edward Hibbert, sostituendo Rowan Atkinson che lo aveva doppiato nel film originale. Hibbert fu anche accreditato tra le voci aggiuntive.
- Spirito di Mufasa - lo spirito del defunto padre di Simba, nonno di Kiara e precedente re delle Terre del Branco. Nella versione originale, James Earl Jones riprese il suo ruolo.
- Scar - il crudele fratello minore di Mufasa e zio di Simba. Era il capo dei Rinegatti e adottò Kovu dopo averlo scelto come suo erede.  Anche se non appare fisicamente nel film (dato che è morto sbranato dalle iene alla fine del primo film), viene menzionato più volte e comprare brevemente nell'incubo di Simba (in cui il re rivive la morte di suo padre) e anche quando Kovu (subito dopo essere stato esiliato da Simba) guarda il suo riflesso in uno stagno, e questo cambia in quello di Scar. Nella versione originale, fu doppiato da Jim Cummings, sostituendo Jeremy Irons. Nel film originale, Cummings aveva interpretato per un breve periodo di tempo la parte cantata.

## Doppiaggio
Il doppiaggio italiano del film venne eseguito dalla Royfilm e diretto da Ludovica Modugno su dialoghi di Andrea De Leonardis.
| Personaggio      | Doppiatore originale                         | Doppiatore italiano                              |
| ---------------- | -------------------------------------------- | ------------------------------------------------ |
| Simba            | Matthew Broderick (voce) Cam Clarke (canto)  | Riccardo Rossi (voce) Roberto Stafoggia (canto)  |
| Kiara (adulta)   | Neve Campbell (voce) Liz Callaway (canto)    | Manuela Cenciarelli (voce) Renata Fusco (canto)  |
| Kiara (giovane)  | Michelle Horn (voce) Charity Sanoy (canto)   | Eva Padoan                                       |
| Kovu (adulto)    | Jason Marsden (voce) Gene Miller (canto)     | Alessandro Quarta (voce) Stefano Rinaldi (canto) |
| Kovu (giovane)   | Ryan O'Donohue                               | Fabrizio De Flaviis                              |
| Nala             | Moira Kelly                                  | Laura Boccanera                                  |
| Zira             | Suzanne Pleshette                            | Paola Tedesco                                    |
| Timon            | Nathan Lane                                  | Roberto Pedicini                                 |
| Pumbaa           | Ernie Sabella                                | Ermavilo                                         |
| Rafiki           | Robert Guillaume                             | Sergio Fiorentini                                |
| Nuka             | Andy Dick                                    | Francesco Pezzulli                               |
| Vitani (adulta)  | Meredith Scott Lynn                          | Monica Bertolotti                                |
| Vitani (giovane) | Lacey Chabert (voce) Crysta Macalush (canto) | Alessia Amendola                                 |
| Zazu             | Edward Hibbert                               | Roberto Del Giudice                              |
| Mufasa           | James Earl Jones                             | Sandro Tuminelli                                 |
| Scar             | Jim Cummings                                 | Neri Marcorè                                     |

Anche nel doppiaggio italiano ci sono stati alcuni cambi nel cast rispetto al primo film. In specie:
- Roberto Pedicini sostituisce Tonino Accolla nel ruolo di Timon, come già nella serie animata Timon e Pumbaa;
- Sandro Tuminelli sostituisce Vittorio Gassman nel ruolo di Mufasa;
- Neri Marcorè sostituisce Tullio Solenghi nel ruolo di Scar.

## Altri media
La serie televisiva The Lion Guard è un midquel/prequel del film, che segue le vicende di Kion, secondo figlio di Simba e Nala e fratello minore di Kiara. Nel ventesimo episodio della prima stagione, appaiono anche Zira ed il suo branco. 
Nella terza ed ultima stagione, i protagonisti partono per affrontare un lungo viaggio, e tornano pochi giorni dopo l'attacco da parte di Zira, quindi dopo gli avvenimenti della seconda parte del film.
Mufasa - Il re leone del 2024 è invece da considerarsi un reboot del franchise, nonostante la presenza di Kiara.

## Distribuzione
Il film è stato distribuito il 27 ottobre 1998.

## Riconoscimenti
- 1999 - Annie Award
  - Miglior produzione animata per l'home entertainment
  - Candidatura per la Miglior recitazione a Suzanne Pleshette
  - Candidatura per la Miglior canzone (We Are One) a Tom Snow, Marty Panzer e Jack Feldman
  - Candidatura per la Miglior canzone (Lullaby) a Joss Whedon
- 1999 - Vancouver Effects and Animation Festival
  - Miglior film d'animazione

## Accoglienza

### Critica
Il re leone II - Il regno di Simba ricevette recensioni miste, ma sono state generalmente più positive di un buon numero dei sequel dei Classici Disney. Sul sito di recensioni Rotten Tomatoes ha una valutazione di gradimento del 68% basata su 12 recensioni.
Siskel & Ebert diedero al film "due pollici in su" e dissero che era un "sequel soddisfacente per uno dei film più popolari di tutti i tempi, Il re leone". Tuttavia, dissero anche che era meglio che fosse un direct-to-video, affermando che la musica era carente e neanche lontanamente paragonabile alla colonna sonora dell'originale. James Plath di Movie Metropolis diede alla pellicola 6/10, affermando che: "In poche parole, abbiamo già visto tutto prima".
TV Guide diede al film 2,5 stelle su quattro, sostenendo che, pur essendo di qualità leggermente superiore rispetto ai precedenti sequel animati direct-to-video della Disney, "non arriva neanche vicino al livello del suo predecessore del grande schermo", sia musicalmente sia artisticamente. La recensione in seguito continuò a dire che "anche se la maggior parte dei personaggi originali e le loro voci sono tornati, sembrano tutti annoiati, a parte la piccante aggiunta di Suzanne Pleshette per l'intrigante Zira. Il risultato complessivo è OK per i bambini, che potranno godere del basso umorismo fornito dal comico suricato Timon e dal flatulente facocero Pumbaa, ma avrebbe potuto essere molto meglio".

## Edizioni home video

### VHS
La prima edizione VHS del film uscì in Italia il 17 marzo 1999. La seconda e ultima edizione uscì il 15 luglio 2004.

### DVD
La prima edizione DVD del film in Italia uscì il 30 maggio 2000 distribuito dalla Warner Home video. Questo, come altri DVD Disney distribuiti dalla Warner, era privo di contenuti speciali. La seconda edizione DVD uscì nel 2001, distribuito dalla Disney Video in collaborazione con Buena Vista Home Entertainment.
La terza edizione DVD del film uscì il 3 marzo 2004, in un cofanetto con la Platinum Edizioni de Il re leone e Il re leone 3 - Hakuna Matata. La quarta edizione DVD del film è uscita il 30 novembre 2011, insieme con la prima edizione BD.

### Blu-ray
La prima edizione BD del film è uscita il 30 novembre 2011. Il BD presenta sempre il film in formato 1,78:1, ed è disponibile anche in un cofanetto con la Diamond Edition de Il re leone e l'edizione speciale de Il re leone 3 - Hakuna Matata.